# Pavão (futebolista)
Fernando Pascoal Neves, mais conhecido por Pavão (Chaves, 12 de agosto de 1947 – Porto, 16 de dezembro de 1973), foi um futebolista português. Jogava pelo Futebol Clube do Porto, time no qual atuava quando morreu em plena partida de futebol no Estádio das Antas ao cair em campo.[carece de fontes?]

## Morte
No minuto 13 da 13ª jornada da época 1973/74, durante um jogo do Futebol Clube do Porto com o Vitória de Setúbal no Estádio das Antas, Pavão (assim conhecido por fintar os adversários de braços abertos), caiu no relvado. Foi levado para o Hospital de São João, mas apesar de todas as tentativas de reanimação, não foi possível salvá-lo.